# Poa wheeleri
Poa wheeleri är en gräsart som beskrevs av George Vasey. Poa wheeleri ingår i släktet gröen, och familjen gräs. Inga underarter finns listade i Catalogue of Life.

## Bildgalleri

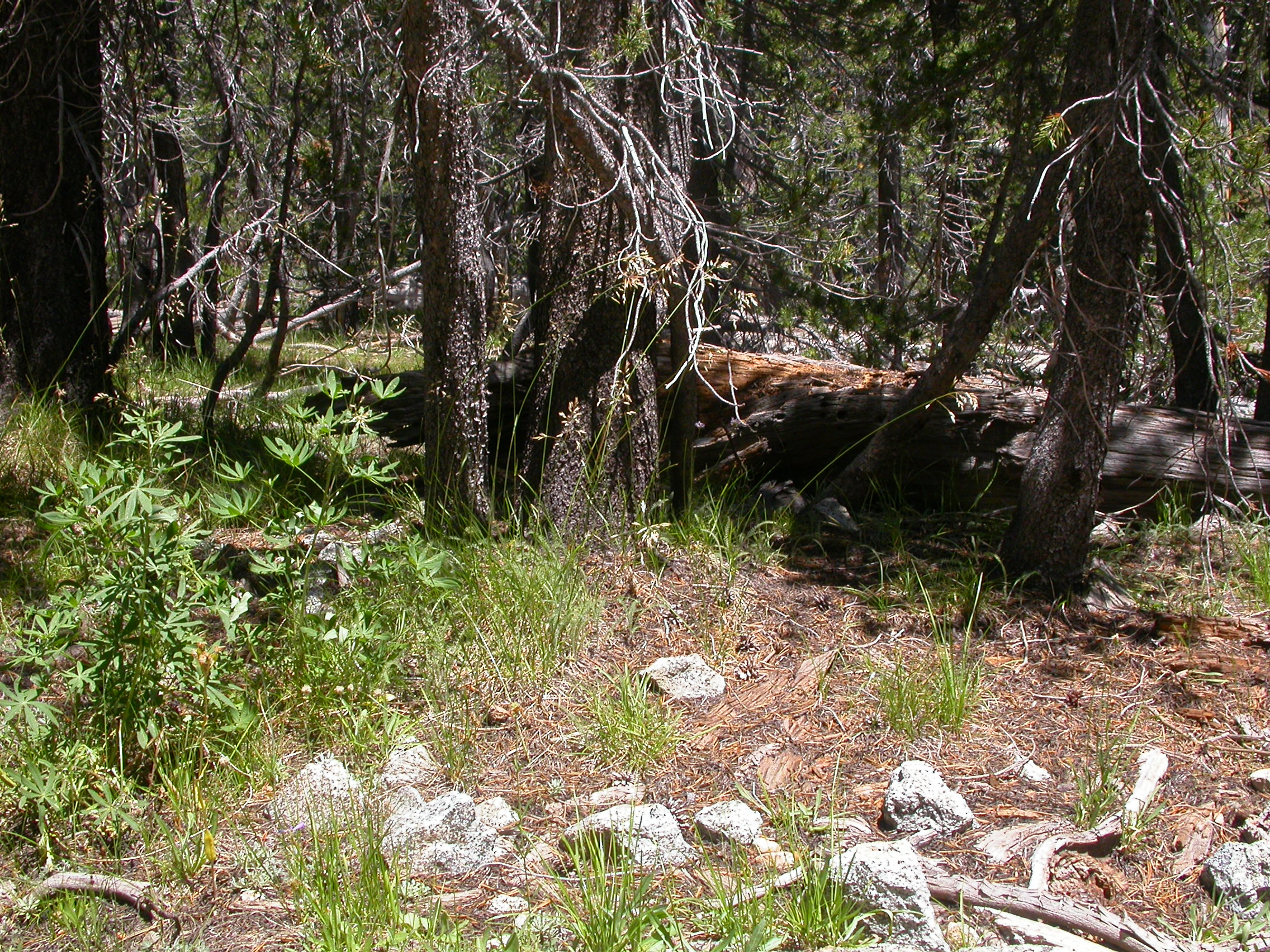
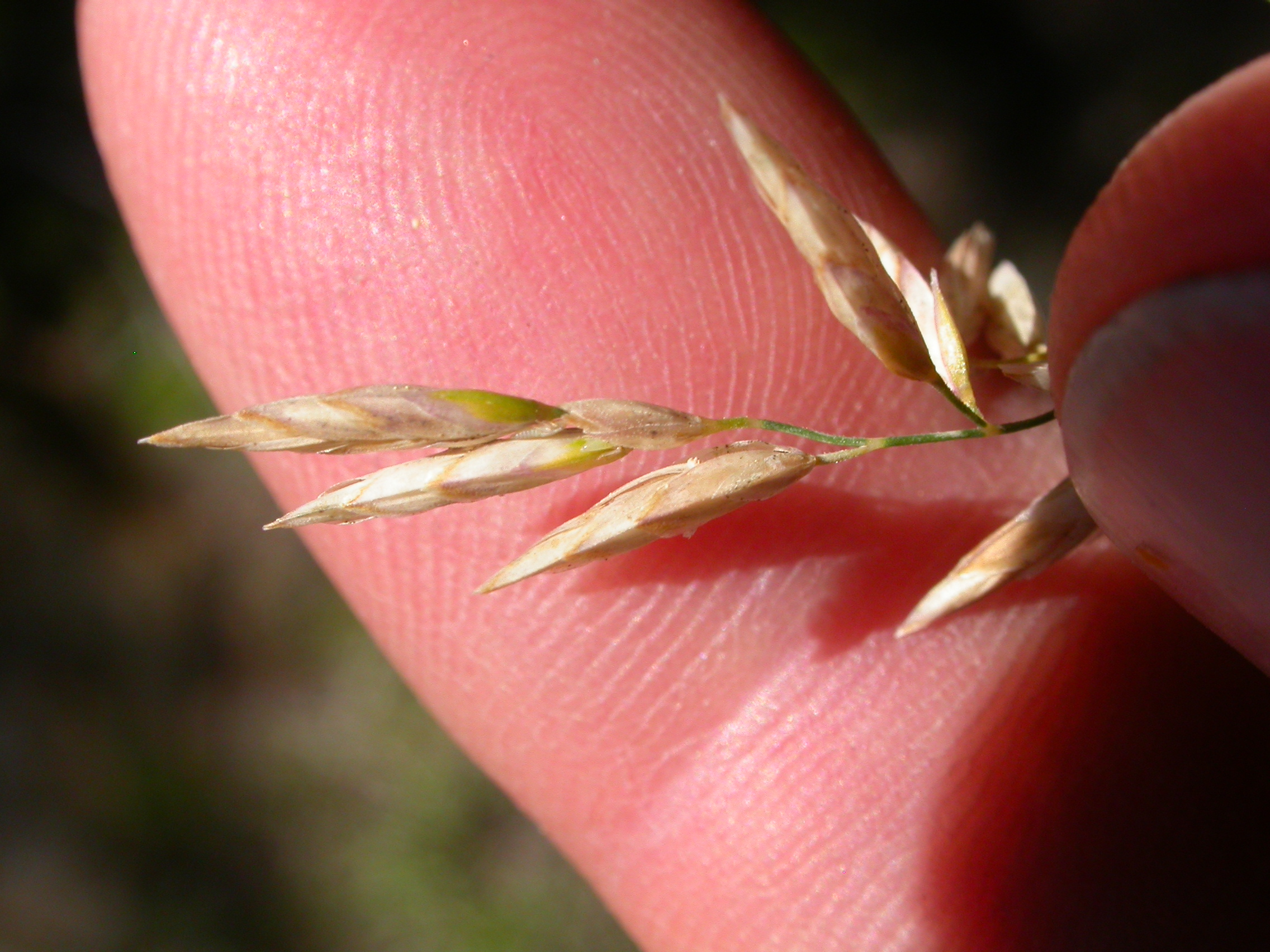
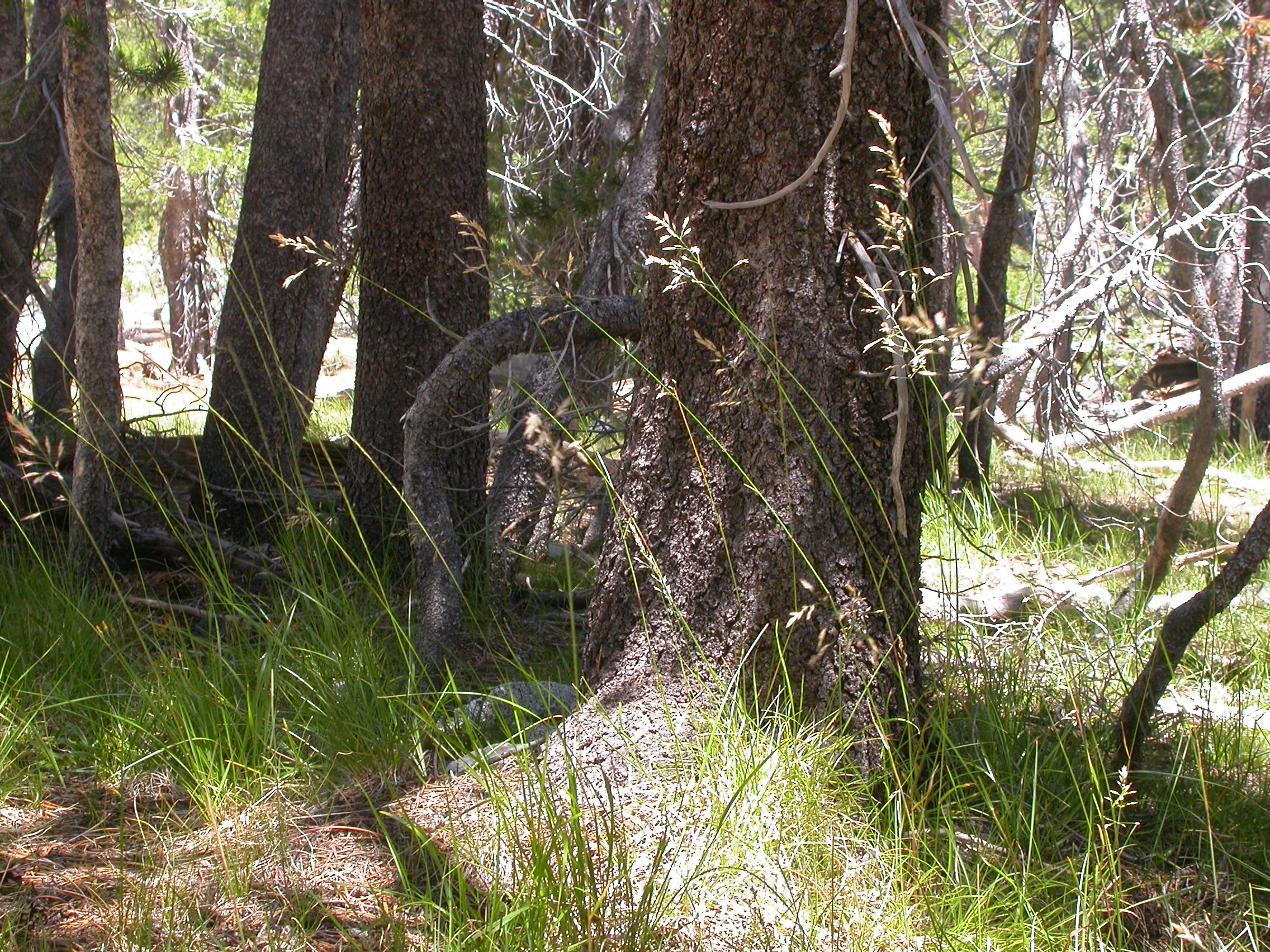
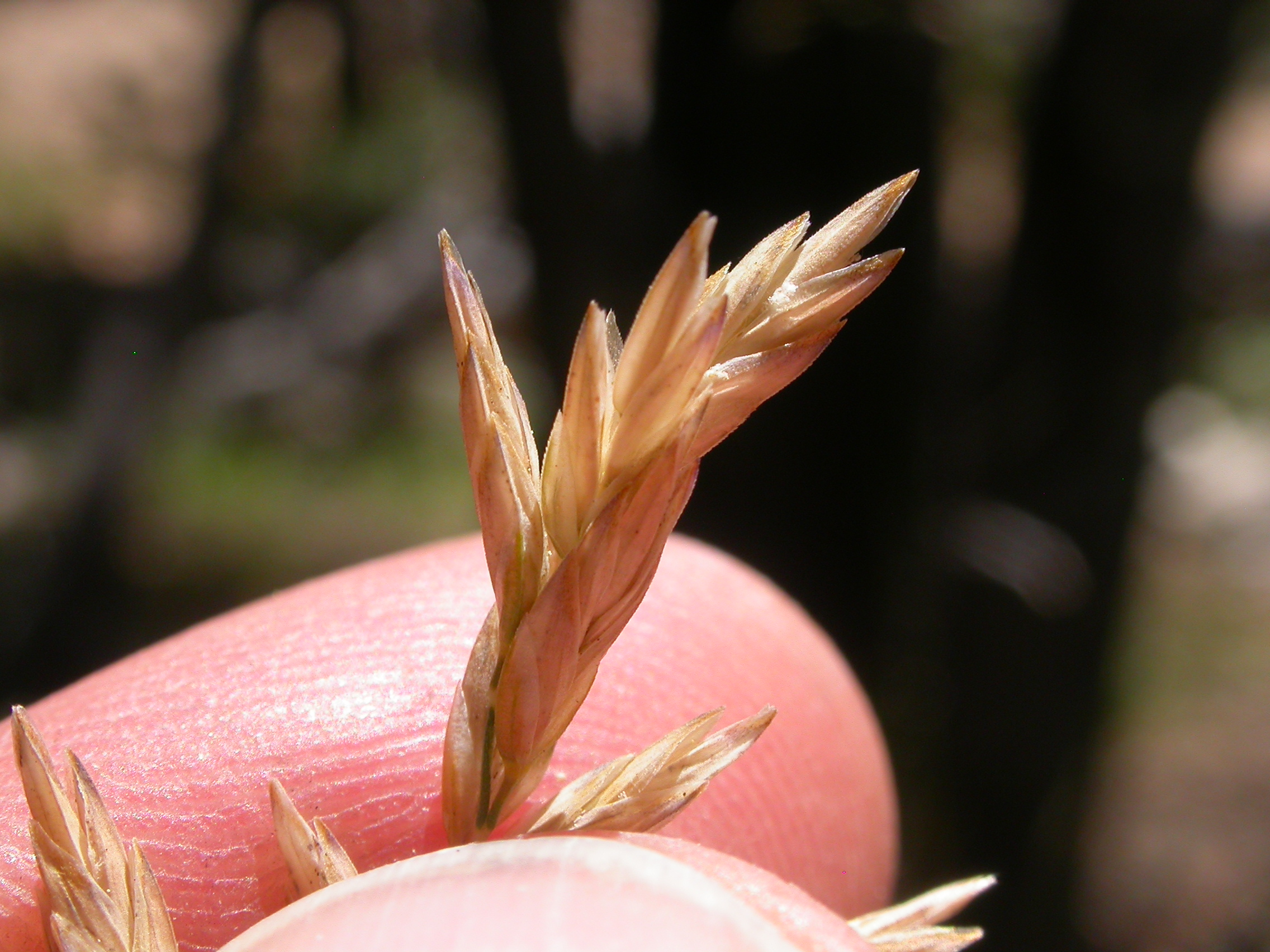